# Трашметъл
Траш метълът, наричан още за краткост траш (от английски: thrash [θɹæʃ] – „потупвам, бия, удрям, тупам“, често бъркана с trash [tɹæʃ] – „боклук, отпадък“), е вид метъл музика.
Този поджанр води началото си от края на 1970-те години и началото на 1980-те години, когато много метъл групи започват да съчетават бързата скорост на спийд метъла с традиционни метъл мелодии и рифове, често примесени с голяма доза агресия. Характеризира се главно с мощни дрезгави вокали за разлика от тези при типичния хевиметъл, които са по-високи и мелодични и с повече чисти партии. Обикновено ритъм китарата заема доста по-централно място от соло китарата в структурата на песните и е водещ елемент при съставянето на мелодията. Някои траш групи (като Metallica и Megadeth) започват налагането на по-сложни композиции с повече сола и технически прийоми за сметка на скоростта, което полага основите за зараждането на прогресив метъла.
Трудно би било да се категоризира траш метълът. Някои почитатели и музиканти категорично го определят като жанр или поджанр, но други не признават категоризирането.
Траш метълът е основоположник на зародилите се в края на 80-те/началото на 90-те години стилове блек и дет метъл, които се считат за най-тежките разклонения.

## История на траша
Мнозина смятат, че първите траш рифове са създадени от Black Sabbath в песента им „Symptom of the Universe“ от албума „Sabotage“ от 1975 година. За първата траш метъл песен изобщо се счита „The Beast Within“ на групата Overkill, взела името си от едноименното парче на Motörhead. За първа траш метъл група се счита Exodus, създадена през 1979 година. Първият траш метъл запис е осъществен от групата Metal Church през 1981 година под формата на демо, наречено „Red Skies“, последвано от демотата на Metallica „Power Metal“ през април 1982 и „No Life 'till Leather“ през юли същата година. Наченки на траш има и в първите 2 албума на Venom ot 1981 и 1982, но те по-скоро са основоположници на блек стила.
За официална рождена дата на траш метъла се счита издаването на дебютния албум на американската група Metallica „Kill 'Em All“ през юли 1983 година, който е определян като най-тежкият запис, излизал някога дотогава (до преди това за първенци са били смятани Venom). Това определено е първият траш метъл албум, но съвсем не е същинското началото на траша, тъй като още преди това редица групи, включително Металика, изнасят концерти в легендарния район на Санфранциския залив (San Francisco Bay Area), свирейки траш метъл, който тогава минава за ъндърграунд музика. На ъндърграунд пазара се появяват поредица от траш компилации, съдържащи записи от концерти на групите, чиито стил символично е наименован „Bay Area Thrash“. Следващият траш метъл албум, с голямо влияние за стила, е излезлият през декември 1983 „Show No Mercy“ на Slayer.
През средата на 1980-те се появяват и германските траш групи Kreator, Sodom и Destruction, които втежняват още повече музиката.
Развитието на траша през годините довежда до някои екстремни негови разновидности (като представители могат да се посочат групи като Sepultura и Pantera), които дават тласък на зародилия се по-късно дет метъл. Много от групите обаче изоставят хаотичната агресия от първите години на съществуване на траша и се ориентират към по-бавни и разнообразни, но същевременно все още тежки композиции, като не рядко се срещат и отделни акустични мотиви или инструментални хармонии (пример меланхолията в песента на Металика „Master of Puppets“ от едноименния албум). Текстовете (в началото предимно социално
незаангажирани и пропити с чиста агресия) също започват да обхващат все по-голям периметър от теми, стигайки дори до политика. В началото на 1990-те започва все повече да се налага една интересна смесица между траш и пауър метъл, едни от най-изявените представители на която са американците от Iced Earth.

## Видни представители на траша
- Artillery
- Assassin
- Annihilator
- Anthrax
- Chronosphere
- Coroner
- Cyclone
- Dark Angel
- Darkness
- Death Angel
- Deity
- Demolition Hammer
- Destruction
- Evile
- Exodus
- Exumer
- Flotsam & Jetsam
- Forbidden
- Megadeth
- Messiah
- Metallica
- Morbid Saint
- Nuclear Assault
- Overkill
- Kreator
- Onslaught
- Pantera
- Paradox
- S.D.I.
- Sepultura
- Slayer
- Tankard
- Testament
- Razor
- Sabbat
- Sodom
- Xentrix
- Warbringer
- Acid Drinkers
- Kat
- Holy Moses